# مسفر عبد الله النمير
مسفر عبدالله النمير وزير الاتصالات وتقنية المعلومات في حكومة الانقاذ الوطني (صنعاء) منذ 16 ديسمبر 2017.
عين وزيراً للاتصالات وتقنية المعلومات بموجب القرار الجمهوري رقم (95 ) بتاريخ 16 ديسمبر 2017م.